# Плетнівський провулок
Плетнівський провулок — провулок у Основ'янському районі Харкова. Пролягає від Павлівського майдану до Кузнечної вулиці. Плетнівський провулок перетинає Кооперативну вулицю. Рух односторонній до перехрестя з Кооперативною і двосторонній після нього.

## Історія
Початок заселення Подолу відносять до середини XVII століття. У 1760-ті роки ця місцевість почала приваблювати купців, оскільки поруч розташовувався осередок харківської торгівлі.
У 1804 році Плетнівський провулок називався Молчанівською вулицею, за ім'ям вахмістра у відставці Молчанова, який на ній мешкав. Сучасну назву «Плетнівський» провулок отримав у середині XIX століття. Можливо, що ця назва пов'язана з іменем Романа Плетньова, харківського промисловця, купця 3-ї гільдії й гласного міської думи.
У провулку уся ліва сторона належала купцю Ломакіну, а згодом ця земля була продана купцям Віссаріону Костюрину та Івану Боровкову.

## Будинки
Вхід до Плетнівського провулка позначений двома пам'ятками архітектури початку XX століття. Ліворуч розташоване колишнє кредитне товариство (архітектор О. М. Бекетов, реконструкція Ю. С. Цауне). Праворуч — колишній купецький банк (архітектори О. І. Ржепішевський і М. В. Васильєв).
На перехресті з вулицею Кооперативною розташований Харківський коледж Державного університету телекомунікацій.
- Будинок № 5 — пам'ятка архітектури Харкова, охорон. № 7282-Ха[6]. 1910-ті роки, архітектор невідомий. Колишнє Товариство взаємного кредиту. Нині в будинку розміщується Харківський інститут фінансів.
- Будинок № 7 — пам'ятка архітектури Харкова, охорон. № 7283-Ха[6]. Житловий будинок 1916 року.

Першим власником цієї ділянки землі був купець Боровков, який влаштував тут свою садибу. По його смерті дворове місце успадкували його внуки. А в 1894 році ділянку придбав київський купець Михайло Абрамович Ясний. На початку XX століття він вирішив звести для своєї великої сім'ї новий дім. Проєкт розробив архітектор О. М. Гінзбург. У 1913 році на ділянці знесли старі будівлі і розпочали будівництво 4-поверхового прибуткового будинку. У 1916 році будівництво було завершено. Будинок був електрифікований, підключений до водопроводу і каналізації, в усіх квартирах були встановлені телефони. Сім'я Ясних зайняла весь 2-й поверх, а решту квартир здавала в оренду.
У травні 1918 року, в період установлення влади Гетьманату, коли в Харкові було розміщено німецький гарнізон, Михайло Абрамович продав будинок сім'ї харківського купця 1-ї гильдії Сергія Цетліна. Одну з квартир зайняв його син, лікар Марк Сергійович Цетлін, який колекціонував антикваріат, твори живопису і скульптури.
У 1919 році будинок був реквізований радянською владою і відданий під губернський військкомат. Більша частина творів мистецтва була знищена і зіпсована солдатами. Роботи, що збереглися, були перевезені до Харківського художнього музею.
У 1918—1919 роках сім'ї Михайла Ясного і Сергія Цетліна виїхали з Харкова, а будинок був націоналізований. У радянський період у ньому розміщувалися різні державні установи.
Сучасне використання будівлі — міська дитяча клінічна лікарня № 24.
- Будинок № 12 — пам'ятка архітектури Харкова, охорон. № 7284-Ха[6]. Особняк кінця XIX століття, архітектор невідомий.

## Галерея

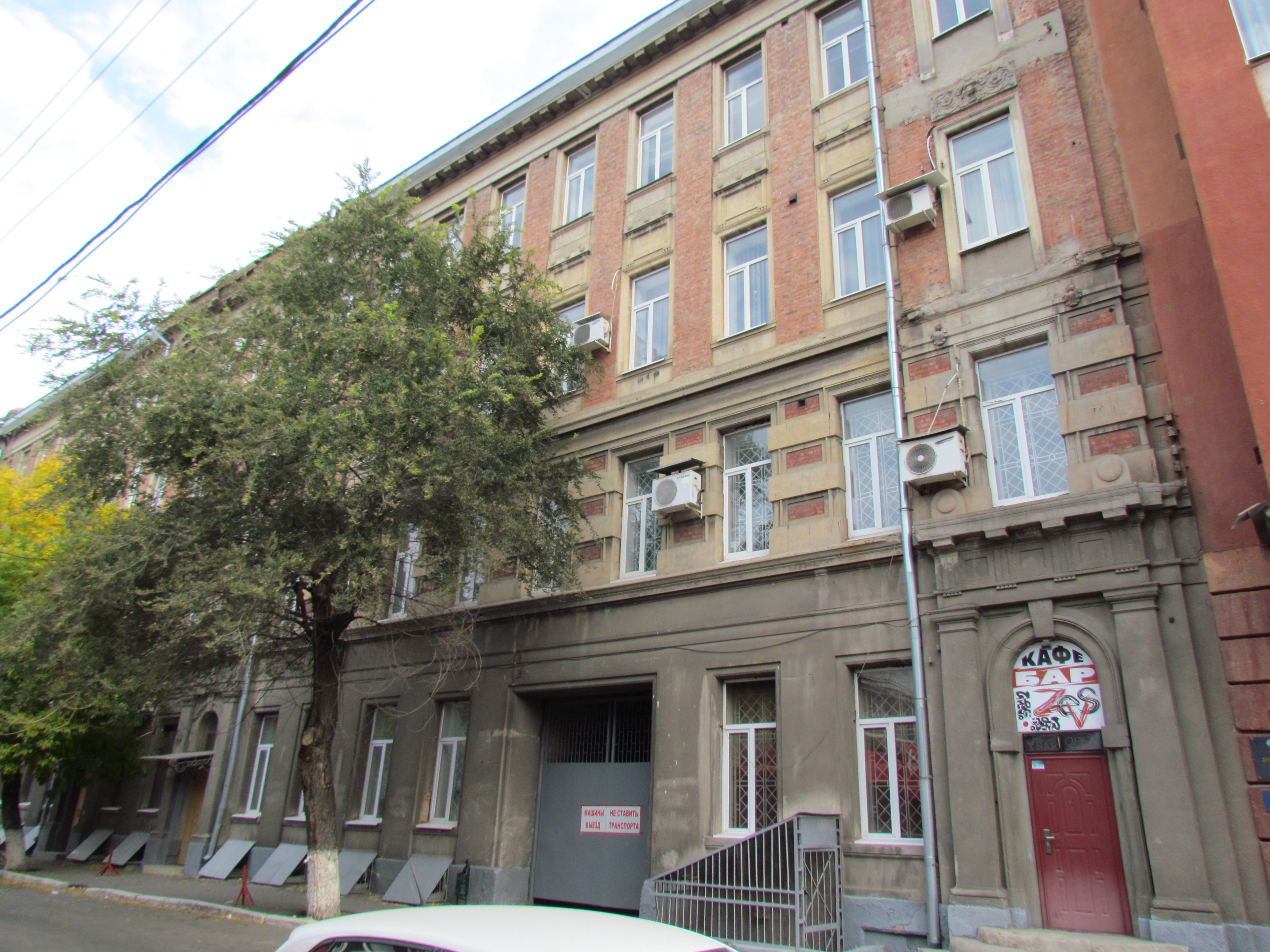
Будинок № 5
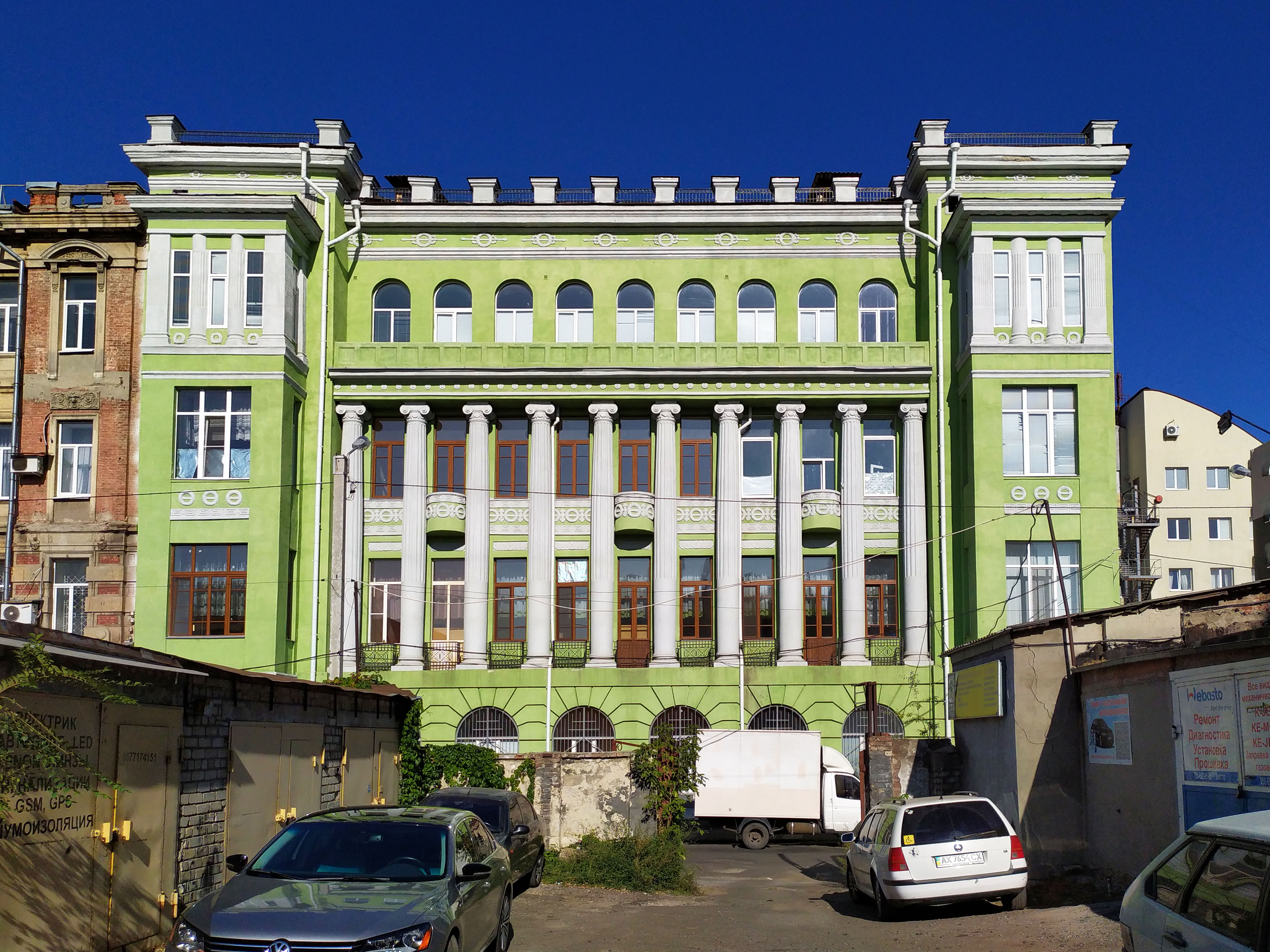
Будинок № 7
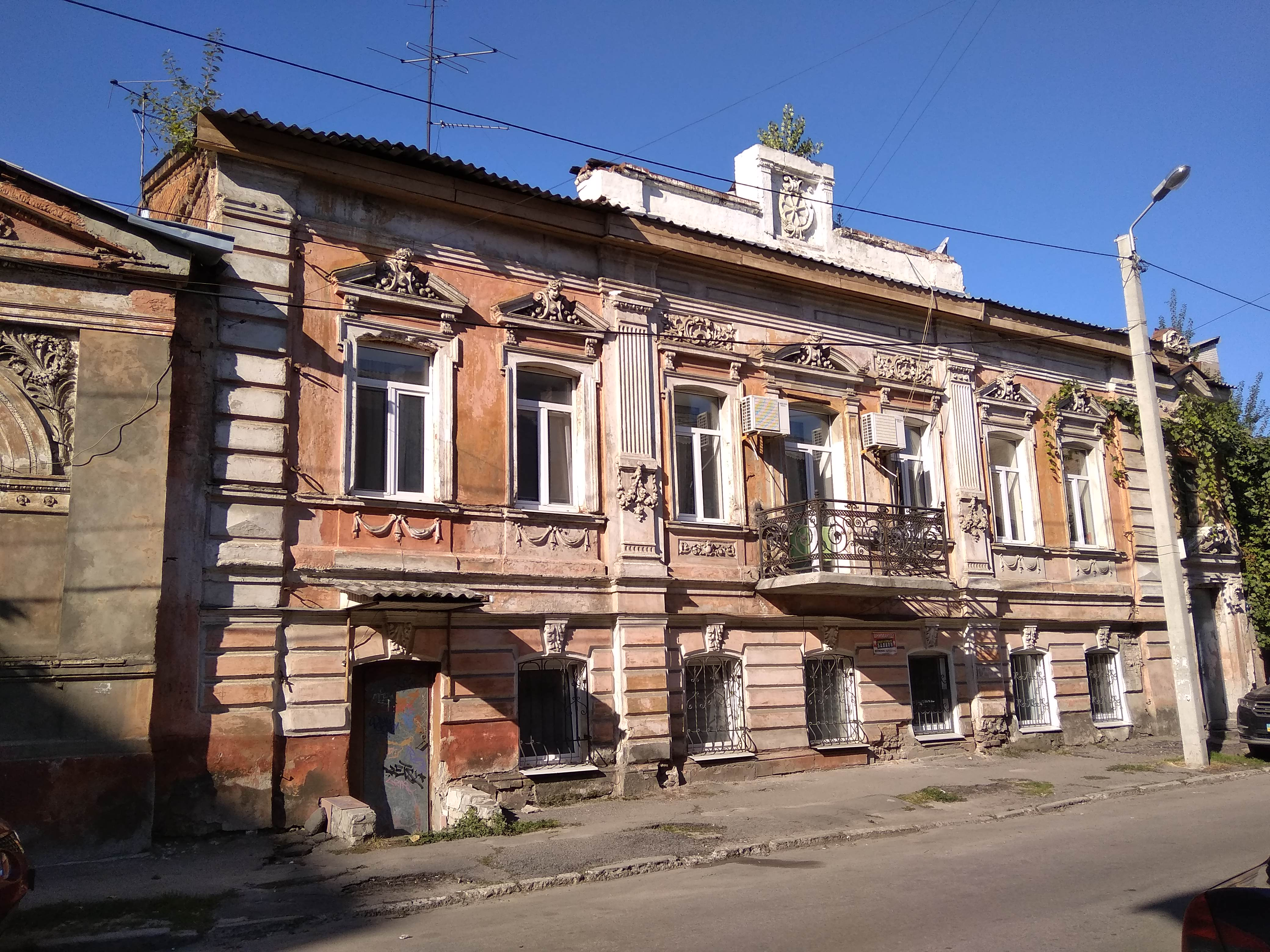
Будинок № 12